# Blümegenové
Blümegenové byl německý šlechtický rod usazený od 18. století v habsburské monarchii. V trojici sourozenců Jindřicha Kajetána, Heřmana Hanibala a Jana Kryštofa dosáhli za vlády Marie Terezie vlivného postavení a v roce 1759 jim byl udělen hraběcí titul. Kromě statků v Dolním Rakousku a Čechách vlastnili velká panství na Moravě, kde zanechali několik významných památek barokní architektury (Letovice, Vizovice). Rod vymřel v roce 1813.

## Historie

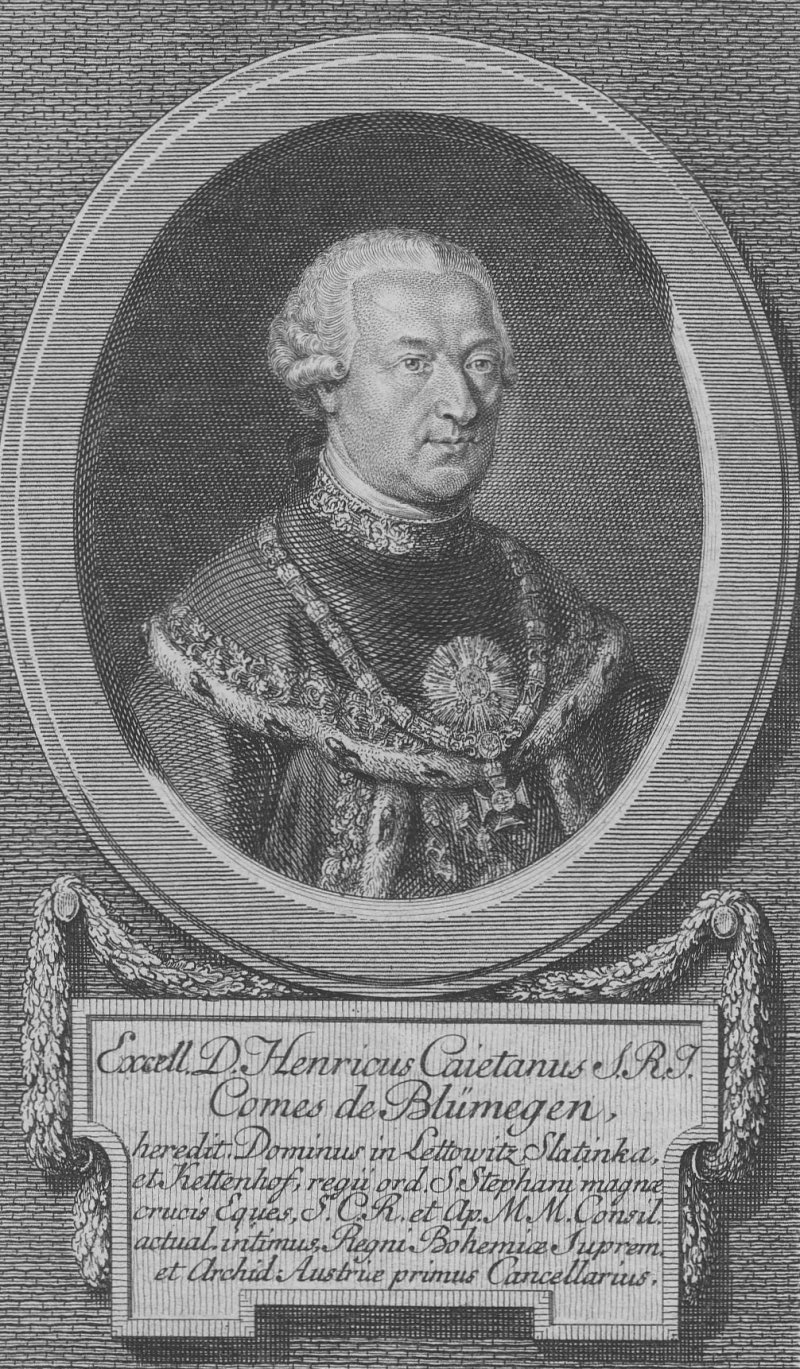
Hrabě Jindřich Kajetán Blümegen (1715–1788), moravský zemský hejtman (1753–1760) a nejvyšší kancléř (1771–1782)

Rod Blümegenů (ve starších pramenech uváděn jako Blomecen) pocházel z Vestfálska, kde se připomíná již ve 14. století, dlouhodobě ale patřil k nejnižšímu šlechtickému stavu. Zakladatelem mocenského vzestupu rodu byl Heřman Jošt (Hermann Jobst) (1672–1733) začal svou kariéru ve službách opata v Kemptenu, který byl duchovním knížetem Svaté říše římské. V jeho službách se Heřman Jošt dostal nakonec do Vídně a v roce 1708 získal šlechtický titul rytíře. Později byl jmenován říšským dvorním radou a v roce 1720 byl povýšen na svobodného pána. Baronský titul mu byl v roce 1723 potvrzen pro české země spolu s udělením inkolátu a o rok později koupil na jižní Moravě panství Letovice. Téhož roku (1724) Letovice vyhořely a Heřman Jošt vzápětí přistoupil k barokní přestavbě zámku. Z manželství s Isabelou Jenovéfou z Deuringu (1687–1734) měl osm dětí. Synové Jindřich Kajetán, Heřman Hanibal a Jan Kryštof dosáhli vysokých postů ve státní správě a církevní hierarchii a společně získali titul hrabat (1768). Trojici kariérně úspěšných bratrů doplňovala nejstarší sestra Marie Antonie (1711–1767), abatyše kláštera klarisek ve Vídni.
Nejstarším z Heřmanových synů byl Jindřich Kajetán Pavel (1715–1788), který se od mládí uplatňoval ve státní správě na Moravě, kde byl nakonec zemským hejtmanem (1753–1760). Poté přešel do Vídně a v letech 1771–1782 zastával funkci nejvyšší kancléř. Po nástupu Josefa II. jeho vliv poklesl a nakonec byl v nemilosti odvolán. Po otci zdědil panství Letovice, kde podporoval rozvoj textilního průmyslu a také zde založil klášter. Plátenická manufaktura v Letovicích patřila do konce 18. století k největším podnikům tohoto typu na Moravě. Textilnímu podnikání se věnoval i na dolnorakouském panství Kettenhof, které koupil v roce 1754 a později zde nechal postavit zámek. Ze svých majetků (Letovice, Kettenhof) zřídil v roce 1775 fideikomis. V Brně byl jeho sídlem již od roku 1738 dům pánů z Lipé, poblíž Brna také dočasně jako moravský zemský hejtman užíval nově postavený zámek ve Šlapanicích. V roce 1759 byl povýšen do hraběcího stavu pro České království. I když v té době patřil již k významným osobnostem, k žádosti o povýšení do hraběcího stavu musel doložit původ svého rodu, který byl z pohledu dvorské kanceláře mizivý, Jindřich Kajetán mimo jiné uváděl v žádosti rodinu své matky, která patřila k říšské šlechtě. Hraběcí titul byl v roce 1769 ptvrzen i pro jeho mladší bratry s nárokem na oslovení Hoch- und Wohlgeboren. manželství s Marií Annou Chorinskou z Ledské (1716–1781) měl devět dětí, z nichž se jako nejmladší narodil jediný syn František Jindřich Kajetán (1756–1806). Byl císařským komořím, dolnorakouským vládním radou, vlastnil fideikomisní panství Letovice-Kettenhof, ale zemřel bez potomstva. Po jeho smrti přešel tento majetek na bratrance Petra.

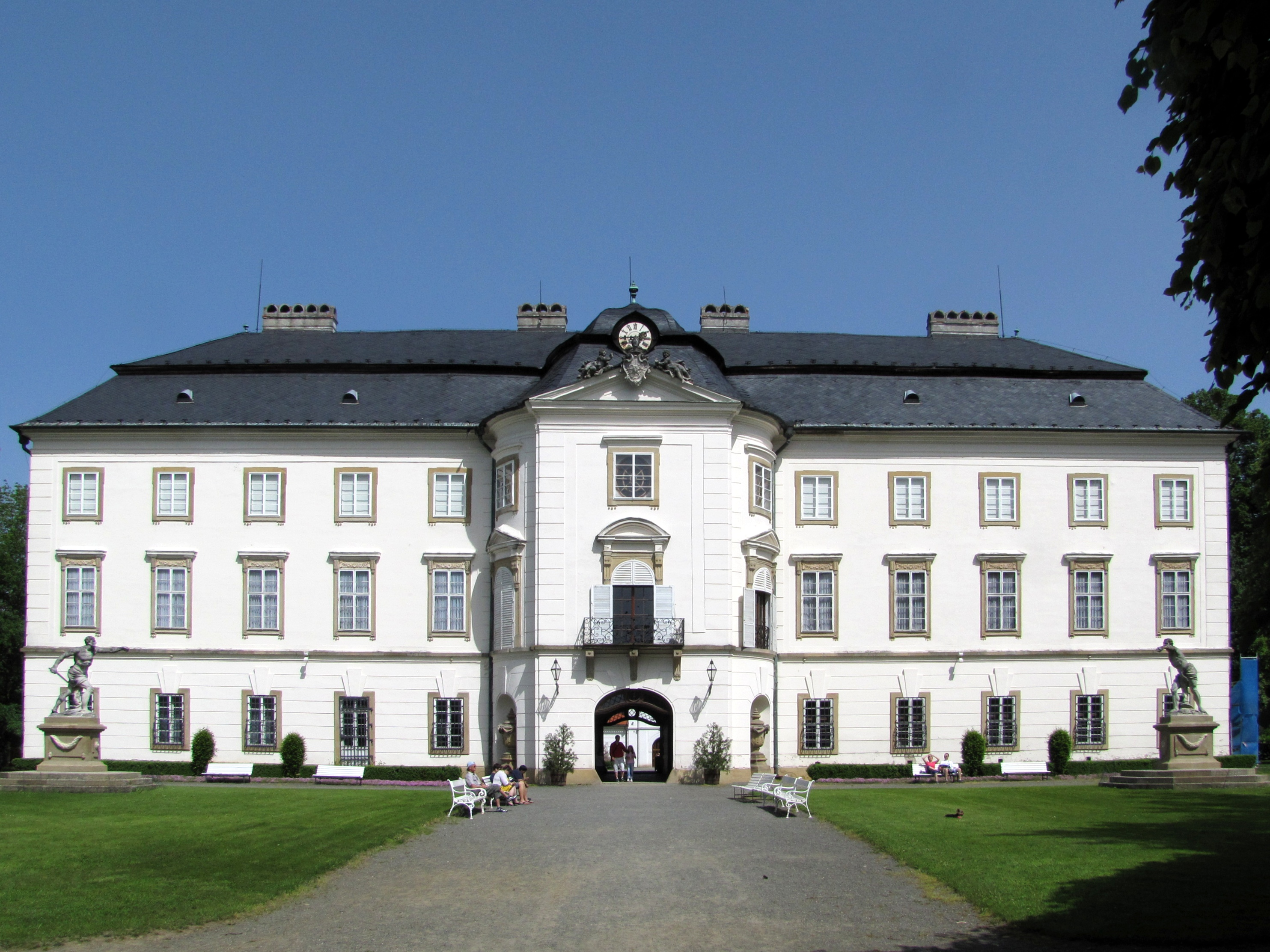
Zámek Vizovice, sídlo rodu v 18. a 19. století

Druhorozený Heřmanův syn Heřman Hanibal (1716–1774) byl církevním hodnostářem, nejprve kanovníkem v Olomouci, proboštem v Brně a nakonec biskupem v Hradci Králové (1763–1774). S využitím svého dědického podílu po otci koupil v roce 1746 panství Vizovice, kde pak nechal postavit honosný barokní zámek (1746–1778). Zde ale příliš nepobýval, kvůli sporům se nakonec nezdržoval ani ve své královéhradecké diecézi a závěr života strávil v Brně.
Třetí Heřmanův syn Jan Kryštof Jindřich (1722–1802) se po vzoru nejstaršího bratra uplatnil ve státní správě na Moravě a nakonec byl také moravským zemským hejtmanem (1773-1782). Spolu s bratrem musel opustit mocenské pozice po nástupu Josefa II. Jeho majetkem byl nejprve statek Mitrov na Vysočině, který koupil v roce 1746, ale o deset let později jej prodal. Pobýval potom často na zámku Vizovice, jehož správu zajišťoval pro staršího bratra Heřmana Hanibala. V Brně sídlil v domě pánů z Lipé. Byl třikrát ženatý, potomstvo měl ale jen z prvního manželství s Marií Aloisií Herbersteinovou (1731–1767). Jeho druhou manželkou byla vlastní neteř Marie Antonie z Blümegenu (1742–1785), ovdovělá Libštejnská z Kolovrat. Z pozůstalosti po jejím předchozím manželovi Rudolfovi Libštejnském z Kolovrat koupil Jan Kryštof panství Dolní Adršpach ve východních Čechách a Biskupice na jižní Moravě. Tento majetek pak zdědil syn František Josef (1750–1794) a po něm mladší Petr Alcantara (1754–1813).
Posledním potomkem rodu Petr Alcantara (1754–1813), který zastával také vysoké úřady na Moravě, kde byl prezidentem apelačního soudu a nejvyšším zemským komořím. Ve svých rukou postupně soustředil všechen majetek rodu (Vizovice, Letovice, Biskupce, Dolní Adršpach, dům pánů z Lipé), zemřel ale v Brně 6. července 1813 bez potomstva a jím rod Blümegenů vymřel. Dědictví bylo následně rozděleno mezi několik spřízněných rodin (Stillfriedové, Schaffgotschové, Kálnokyové).

## Erb
Původním erbovním znamením Blümegenů byly tři červené růže ve stříbrném poli. Při povýšení rodu do panského a hraběcího stavu dostal erb složitější podobu se čtyřmi poli a srdečním štítkem. Původní červené růže se objevily ve druhém a třetím poli, zatímco do prvního a čtvrtého pole červené barvy se dostal zlatý kráčející korunovaný lev. V srdečním zlatém štítku je zelená větvička s pěti vyrůstajícími modrými květy. V této podobě je erb Blümegenů k vidění na několika památkách ve Vizovicích, Letovicích nebo Biskupicích.

## Přehled majetku na Moravě a v Čechách
- Biskupice (1774–1813)
- Dolní Adršpach (1774–1813)
- Letovice (1724–1813)
- Mitrov (1746–1757)
- Vizovice (1746–1838)
- dům pánů z Lipé v Brně (1738–1802)

## Osobnosti
- Heřman Jošt (1672–1733), říšský dvorní rada, přísedící říšského komorního soudu ve Wetzlaru, 1720 svobodný pán
- Jindřich Kajetán (1715–1788), moravský zemský hejtman 1753–1760, nejvyšší kancléř 1771–1782, 1759 hrabě
- Heřman Hanibal (1716–1774), biskup v Hradci Králové 1763–1774, 1768 hrabě
- Jan Kryštof (1722–1802), moravský zemský hejtman 1773–1782, 1768 hrabě
- Petr Alcantara (1754–1813), nejvyšší zemský komorník na Moravě 1811–1813, poslední potomek rodu